# 21丁目-クイーンズブリッジ駅
21丁目-クイーンズブリッジ駅（21ちょうめ-クイーンズブリッジえき、英語: 21st Street-Queensbridge）は、クイーンズ区クイーンズブリッジの21丁目-41番街交差点に位置するニューヨーク市地下鉄IND63丁目線の駅である。F系統が終日停車する。

## 歴史

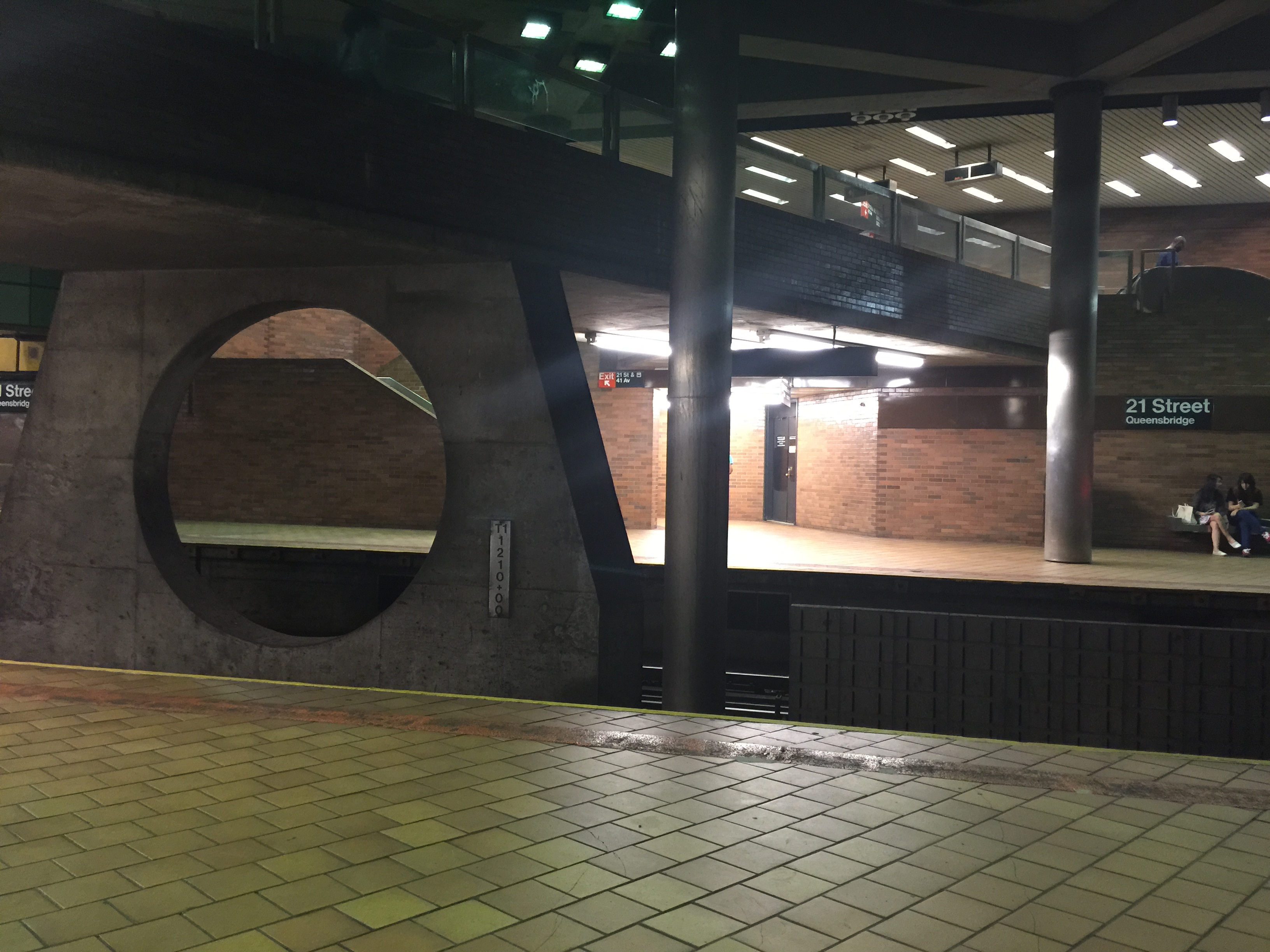
ホーム上の連絡通路

1989年に駅は開業したが、この際には終着駅であり、Q系統が平日に、B系統が週末に運行されていた。また、開業当初はJFKエクスプレスも使用していた。終着駅だった時代、クイーンズ区の他路線への接続はなかった。その後、1994年からINDクイーンズ・ブールバード線との接続線が建設され、2001年に開業した。この際に停車系統が現在のF系統になった。

## 駅構造
| G  | 地上階                       | 出入口                                                                                                |
| B1 | 改札階                       | 改札口、駅員室、メトロカード自動販売機 (エレベーター、21丁目-41番街交差点北西)                        |
| B2 | 相対式ホーム、右側ドアが開く | 相対式ホーム、右側ドアが開く                                                                          |
| B2 | 南行線                       | ← コニー・アイランド-スティルウェル・アベニュー駅行き (ルーズベルト・アイランド駅)                    |
| B2 | 北行線                       | → ジャマイカ-179丁目駅行き (ジャクソン・ハイツ-ルーズベルト・アベニュー駅) → (定期列車なし：36丁目駅) |
| B2 | 相対式ホーム、右側ドアが開く | |
| B3 | 1番線                        | ← LIRR イースト・サイド・アクセス (建設中)                                                            |
| B3 | 2番線                        | ← LIRR イースト・サイド・アクセス (建設中) →                                                          |

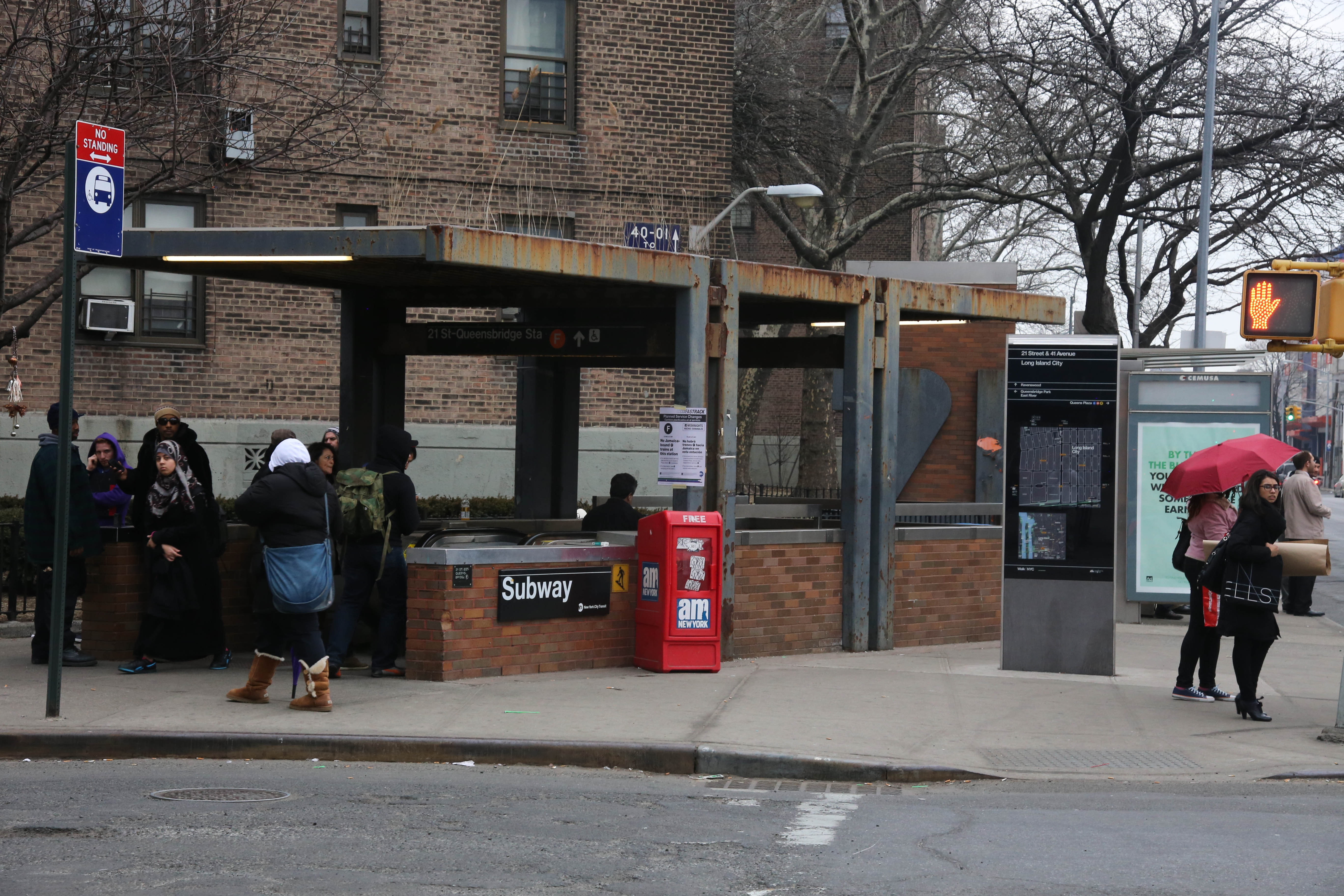
エスカレーター

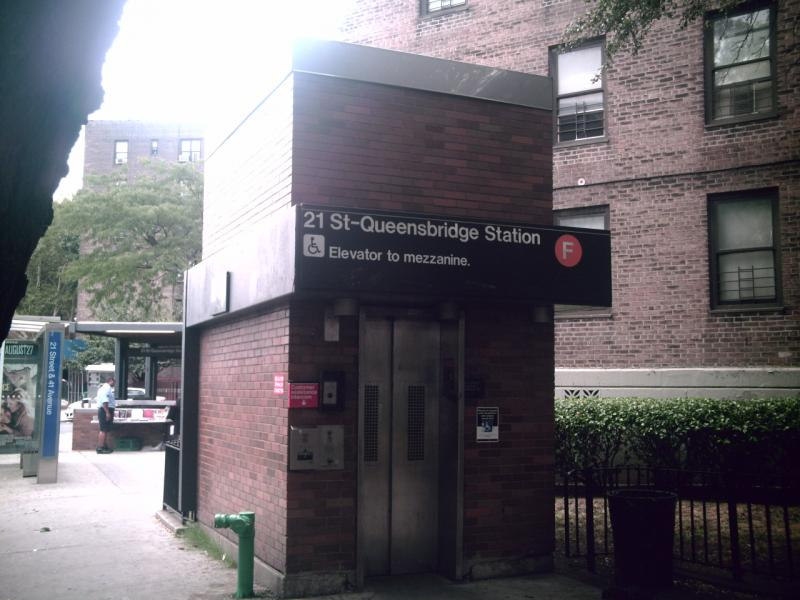
エレベーター

駅の改札が東端1か所のみで、各ホームへは跨線橋と階段、エスカレーター及びエレベーターで連絡している。ホーム壁や床はレンガとなっており、上部に"21 Street–Queensbridge."と書かれた駅名標が設置されている。また、駅はエレベーターがありADAに対応している。

### 出入口
改札外には21丁目-41番街交差点北東に階段が2つ接続している。また、同交差点北西に通じるエレベーター1基とエスカレーターが設置されている。

### 配線
駅はクイーンズ・ブールバード線と接続される前はフラットブッシュ・アベニュー-ブルックリン・カレッジ駅と似た相対式ホーム2面2線の終着駅だった。1989年から2001年までは、29丁目付近の車止めで線路は終わっていた。駅西側の転轍機はその名残である。

#### 駅東側の線路跡
駅の東側の線路はかつて直線で29丁目付近まであったが、現在は駅東側からかつての車止めまでの間で左に分岐する。これはかつてクイーンズ超急行の計画があったためで、フォレスト・ヒルズ-71番街駅まで行く予定であった。
現在のベルマウスは2層で、線路跡はT1A及びT2Aと称される。下層階はイースト・サイド・アクセスで使用され、サニーサイド車両基地へと続く計画である。駅の西でイースト川を潜るため、トンネルは2層構造となる。

## 乗降客数
2016年は300万9540人が利用した。よって平日に9779人利用していることとなる。